# Lista över skyttedrottningar i damallsvenskan
| Victoria Svensson (skyttedrottning 1998, 2001, 2003) och Hanna Ljungberg (2002). |  | Victoria Svensson (skyttedrottning 1998, 2001, 2003) och Hanna Ljungberg (2002). |
| Victoria Svensson (skyttedrottning 1998, 2001, 2003) och Hanna Ljungberg (2002). |  |                                                                                  |

| Laura Kalmari (2004) och Marta (2004, 2005, 2008). |  | Laura Kalmari (2004) och Marta (2004, 2005, 2008). |
| Laura Kalmari (2004) och Marta (2004, 2005, 2008). |  |                                                    |

| Lotta Schelin (2006, 2007) och Manon Melis (2008, 2010, 2011). |  | Lotta Schelin (2006, 2007) och Manon Melis (2008, 2010, 2011). |
| Lotta Schelin (2006, 2007) och Manon Melis (2008, 2010, 2011). |  |                                                                |

| Linnea Liljegärd (2009) och Margrét Lára Viðarsdóttir (2011). |  | Linnea Liljegärd (2009) och Margrét Lára Viðarsdóttir (2011). |
| Linnea Liljegärd (2009) och Margrét Lára Viðarsdóttir (2011). |  |                                                               |

| Anja Mittag (2012, 2014) och Christen Press (2013). |  | Anja Mittag (2012, 2014) och Christen Press (2013). |
| Anja Mittag (2012, 2014) och Christen Press (2013). |  |                                                     |

Det här är en Lista över skyttedrottningar i Damallsvenskan, Sveriges högsta liga i fotboll. Listan inkluderar alla skyttedrottningar sedan det allsvenska grundandet säsongen 1988. Skyttedrottning blir den spelare som gör flest mål under en säsong.
Dessutom noteras separat skytteligavinnaren av dåvarande Division 1, vilken arrangerades som en serie med flera regionala serier och ett gemensamt SM-slutspel i cupform åren 1982–1987.

## Skyttedrottningar

### Skytteligavinnare i Division 1
| Säsong | Spelare            | Födelseland | Klubb           | Mål |
| ------ | ------------------ | ----------- | --------------- | --- |
| 1982   | Pia Sundhage       | Sverige     | Östers IF       | 30  |
| 1983   | Pia Sundhage       | Sverige     | Östers IF       | 35  |
| 1984   | Lena Videkull      | Sverige     | Trollhättans IF | 35  |
| 1985   | Anette Nilsson     | Sverige     | Hammarby IF     | 19  |
| 1986   | Gunilla Axén       | Sverige     | Gideonsbergs IF | 22  |
| 1987   | Eva-Lotta Carlsson | Sverige     | Dalhems IF      | 28  |

### Damallsvenskans skyttedrottningar
| Säsong | Spelare                   | Födelseland   | Klubb                  | Mål |
| ------ | ------------------------- | ------------- | ---------------------- | --- |
| 1988   | Lena Videkull             | Sverige       | Öxabäcks IF            | 24  |
| 1989   | Eleonor Hultin            | Sverige       | Jitex BK               | 25  |
| 1990   | Lena Videkull             | Sverige       | Malmö FF               | 21  |
| 1991   | Lena Videkull             | Sverige       | Malmö FF               | 28  |
| 1992   | Anneli Andelén            | Sverige       | Öxabäck/Mark IF        | 26  |
| 1993   | Anneli Andelén            | Sverige       | Öxabäck/Mark IF        | 29  |
| 1994   | Anneli Andelén            | Sverige       | Öxabäck/Mark IF        | 33  |
| 1995   | Annelie Wahlgren          | Sverige       | Bälinge IF             | 27  |
| 1996   | Lena Videkull             | Sverige       | Malmö FF               | 23  |
| 1997   | Lena Videkull             | Sverige       | Malmö FF               | 22  |
| 1997   | Annelie Wahlgren          | Sverige       | Bälinge IF             | 22  |
| 1998   | Victoria Svensson         | Sverige       | Älvsjö AIK             | 32  |
| 1999   | Luiza Pendyk              | Polen         | Malmö FF               | 29  |
| 2000   | Luiza Pendyk              | Polen         | Malmö FF               | 25  |
| 2001   | Victoria Svensson         | Sverige       | Älvsjö AIK             | 34  |
| 2002   | Hanna Ljungberg           | Sverige       | Umeå IK                | 39  |
| 2003   | Victoria Svensson         | Sverige       | Djurgården/Älvsjö      | 23  |
| 2004   | Laura Kalmari             | Finland       | Umeå IK                | 22  |
| 2004   | Marta                     | Brasilien     | Umeå IK                | 22  |
| 2005   | Marta                     | Brasilien     | Umeå IK                | 21  |
| 2005   | Therese Lundin            | Sverige       | Malmö FF               | 21  |
| 2006   | Lotta Schelin             | Sverige       | KGFC                   | 21  |
| 2007   | Lotta Schelin             | Sverige       | KGFC                   | 25  |
| 2008   | Manon Melis               | Nederländerna | LdB FC                 | 23  |
| 2008   | Marta                     | Brasilien     | Umeå IK                | 23  |
| 2009   | Linnea Liljegärd          | Sverige       | Kopparbergs/Göteborg   | 22  |
| 2010   | Manon Melis               | Nederländerna | LdB FC                 | 25  |
| 2011   | Manon Melis               | Sverige       | LdB FC                 | 16  |
| 2011   | Margret Lara Vidarsdottir | Island        | Kristianstads DFF      | 16  |
| 2012   | Anja Mittag               | Tyskland      | LdB FC                 | 21  |
| 2013   | Christen Press            | USA           | Tyresö FF              | 23  |
| 2014   | Anja Mittag               | Tyskland      | FC Rosengård           | 21  |
| 2015   | Gaëlle Enganamouit        | Kamerun       | Eskilstuna United DFF  | 18  |
| 2016   | Pernille Harder           | Danmark       | Linköpings FC          | 23  |
| 2017   | Tabitha Chawinga          | Malawi        | Kvarnsvedens IK        | 26  |
| 2018   | Anja Mittag               | Tyskland      | FC Rosengård           | 17  |
| 2019   | Anna Anvegård             | Sverige       | FC Rosengård Växjö DFF | 14  |
| 2020   | Anna Anvegård             | Sverige       | FC Rosengård           | 16  |
| 2021   | Stina Blackstenius        | Sverige       | BK Häcken FF           | 17  |
| 2022   | Amalie Vangsgaard         | Danmark       | Linköping FC           | 22  |
| 2023   | Cathinka Tandberg         | Norge         | Linköping FC           | 19  |
| 2024   | Momoko Tanikawa           | Japan         | FC Rosengård           | 16  |